# Vogtländisches Oberland
Vogtländisches Oberland was een Duitse gemeente in de deelstaat Thüringen, en maakte deel uit van de Landkreis Greiz. De zetel van het gemeentebestuur bevond zich in het ortsteil Pöllwitz. De gemeente werd in 1999 opgericht en op 31 december 2012 opgeheven en had een oppervlakte van 71.62 km² en ongeveer 2800 inwoners.

## Geografie
De gemeente lag in het Vogtland, in het Thüringer Schiefergebergte en bestond uit de ortsteilen Arnsgrün (met Büna en Eubenberg), Bernsgrün (met Schönbrunn en Frotschau), Cossengrün, Hohndorf (met Gablau, Leiningen, Tremnitz, Pansdorf, Landesgrenze en Steinermühle), Pöllwitz (met Dobia en Wolfshain) alsmede Schönbach.